# 스트레치 포

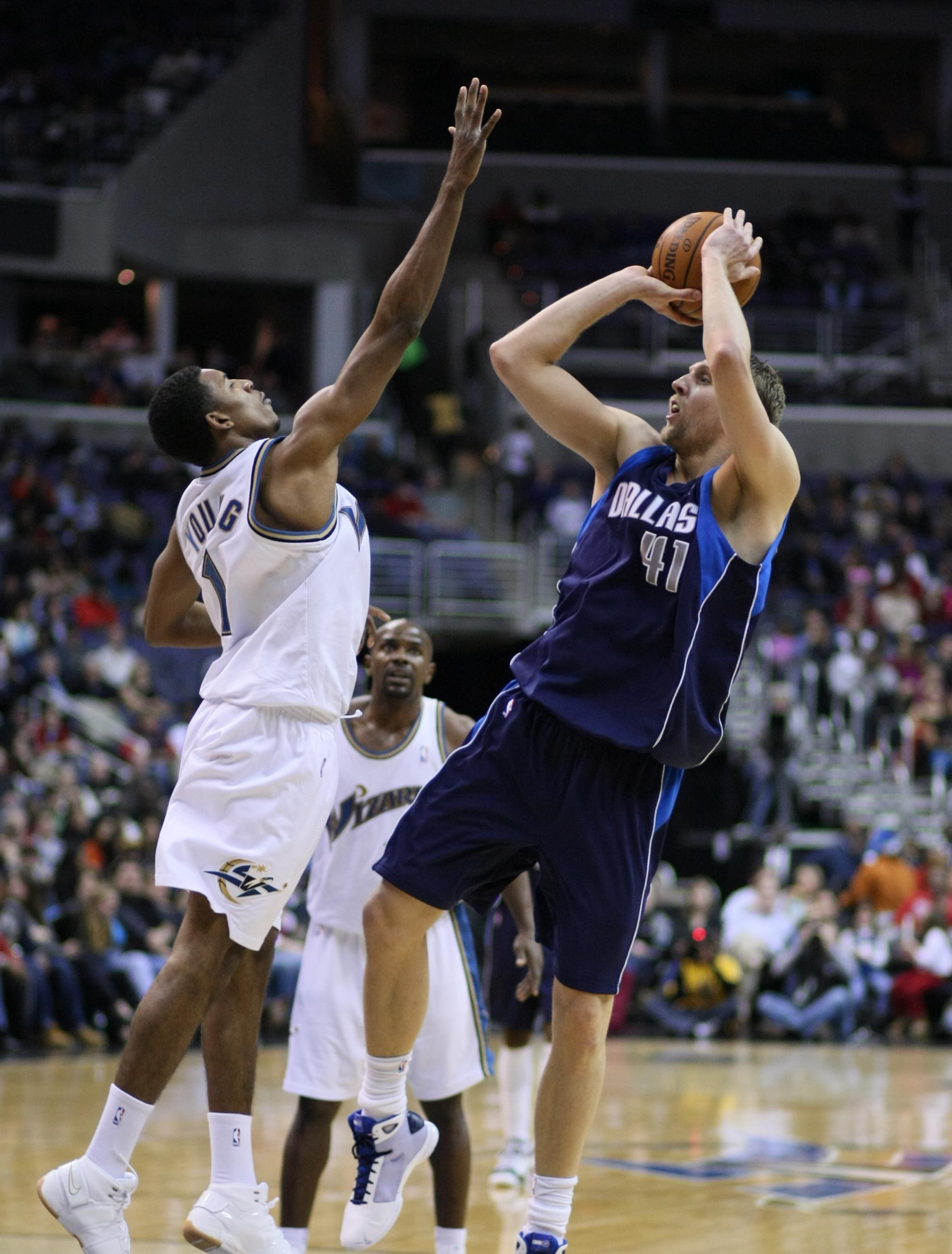
2008년의 디르크 노비츠키. 그는 7피트 선수로서 외곽 슈팅 능력으로 유명했다.

농구에서 스트레치 포(Stretch four, 스트레치 빅이라고도 함)는 일반적인 파워 포워드보다 골대에서 멀리서 슛할 수 있는 파워 포워드 포지션의 선수이다. "스트레치"는 그러한 선수가 상대 수비에 미치는 효과를 설명하며, 파워 포워드 포지션은 "포"(four)라고도 알려져 있으므로 "스트레치 포"이다. 스트레치 포는 NBA에서 비교적 최근에 생긴 혁신이며 (1999-2000 시즌 이후 선수들의 "폭발"과 함께), 오늘날의 경기에서 점점 더 흔해지고 있다. 많은 NBA 감독들이 이제 "스몰 볼" 라인업/전술을 사용하기 때문이다.

## 플레이 스타일
파워 포워드(PF)는 전통적으로 골대 가까이에서 플레이하며, 자신의 크기와 힘을 사용하여 골밑 수비, 포스트업 (골대 근처에서 득점), 리바운드를 한다. 스트레치 포는 파워 포워드 사이즈를 가지고 있지만 뛰어난 슈팅 기술(특히 3점슛)을 갖춘 선수로, 골대에서 더 멀리서 시간을 보낸다. 공격에서 이러한 기술을 사용하는 동안에도 선수는 상대 파워 포워드를 수비하는 능력을 유지한다.
스트레치 포는 상대 수비를 "늘리기" 위해 이러한 전술로 사용된다. 먼 거리에서 높은 성공률의 캐치앤슛 3점슛을 성공시키는 능력 (스트레치 포의 뚜렷한 특징)은 다른 팀에게 수비 문제를 야기한다. 상대 파워 포워드 수비수를 로우 포스트 지역 밖으로 끌어내어 팀 동료들이 활용할 드라이브 인 공간을 열어주기 때문이다 (이는 달리는 공간이나 패스 공간이 될 수 있다). 일부 전통적인 느릿느릿한 파워 포워드와 달리, 스트레치 포는 외곽에서 슛할 수 있는 상대편을 수비할 수 있어야 한다. 그들은 또한 더 작은 외곽 선수들을 수비해야 할 수도 있다.
스트레치 포와 같은 플레이 스타일을 가지지만 센터 포지션을 뛰는 선수는 스트레치 파이브라고 불린다.

## 같이 보기
- 트위너